# ادموند بزیک

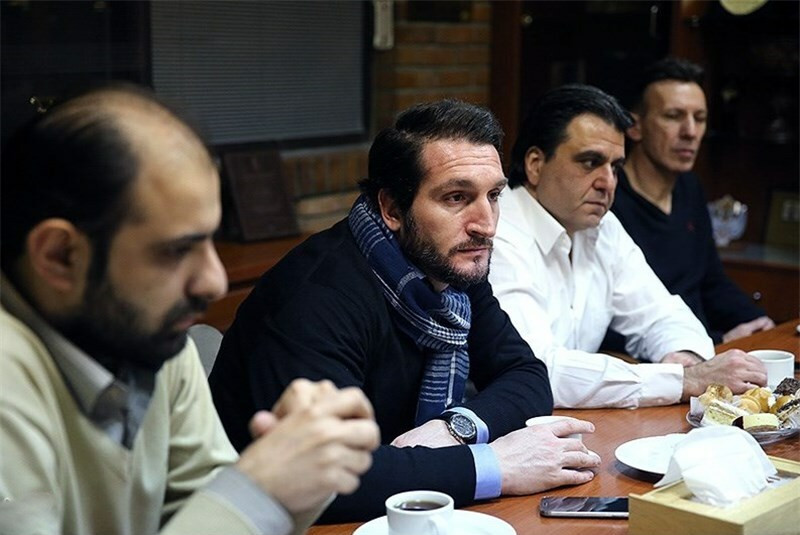
بزیک در ورزشگاه آرارات

اِدموند بِزیک با تلفظ صحیح ادموند بازیکیان (به ارمنی: Էդմունդ Բազիկյան) (متولد ۲۱ مرداد ۱۳۵۴ در تهران) بازیکن سابق و مربی فوتبال ایرانی ارمنی‌تبار است. وی با ۸۴ گل چهارمین گلزن برتر تاریخ لیگ فوتبال ایران است که ۴۰ گل را با پیراهن تیم پرسپولیس به ثمر رسانده‌است.
بزیک در دو شهرآورد پرسپولیس و استقلال دو گل برای تیم پرسپولیس به ثمر رساند و به یکی از بازیکنان محبوب پرسپولیس تبدیل شد. وی تا سال ۱۴۰۱ سرمربی تیم فوتبال زیر ۲۳ سال باشگاه پرسپولیس بود وی از تیر ماه ۱۴۰۱ تاکنون سرمربی آکادمی فوتبال باشگاه آرارات است. او یکی از مربیان و داوران برنامه استعداد یابی فوتبال «ستاره ساز» در سال ۱۳۹۸ بود.

## دوران بازیکنی
ادموند بزیک با پیراهن سه تیم آرارات، سپاهان و پرسپولیس، در مجموع ۱۱ گل به استقلال زده‌است. وی همچنین با ثبت ۸۵ گل زده در لیگ ایران، سال‌ها بهترین گلزن لیگ بود.

## تیم ملی
وی همچنین در تیم ملی فوتبال امید ایران و تیم ملی فوتبال ایران بازی کرده‌است. بزیک نخستین بازی ملی خود را که یک بازی دوستانه بود در تاریخ ۱۱ اوت ۱۹۹۹ در ورزشگاه بین‌المللی یوکوهاما مقابل تیم ملی فوتبال ژاپن انجام داد.

## آمار تیم ملی[۶]
| تیم ملی              | سال   | بازی‌ها |
| -------------------- | ----- | ------ |
| تیم ملی فوتبال ایران | ۱۹۹۹  | ۱      |
| تیم ملی فوتبال ایران | ۲۰۰۳  | ۵      |
| تیم ملی فوتبال ایران | ۲۰۰۵  | ۱      |
| تیم ملی فوتبال ایران | مجموع | ۷      |

## افتخارات

### تیمی

#### پرسپولیس
- قهرمانی لیگ آزادگان: ۷۶–۱۳۷۵، ۷۸–۱۳۷۷، ۷۹–۱۳۷۸
- قهرمانی جام حذفی: ۷۸–۱۳۷۷
- مقام سوم جام باشگاه‌های آسیا: ۹۷–۱۹۹۶، ۲۰۰۰–۱۹۹۹

#### سپاهان
- قهرمانی لیگ برتر خلیج فارس: ۱۳۸۲
- قهرمانی جام حذفی: ۱۳۸۳، ۱۳۸۵

### فردی
- چهارمین گلزن تاریخ لیگ برتر ایران[۷]
- آقای گل جوانان تهران
- آقای گل امید تهران
- قهرمان جوانان با آرارات تهران
- قهرمان امید با آرارات تهران
- آقای گل دوره دوم لیگ برتر در تیم سپاهان اصفهان

## مربی‌گری[۸]
- مربی تیم فوتبال بزرگسالان باشگاه آرارات از تاریخ ۱۳۹۴/۰۸/۰۱ تا تاریخ ۱۳۹۵/۰۲/۰۱
- سرمربی تیم فوتبال نوجوانان باشگاه کیا از تاریخ ۱۳۹۶/۰۵/۰۱ تا تاریخ ۱۳۹۷/۰۵/۰۱
- سرمربی تیم فوتبال جوانان باشگاه کیا از تاریخ ۱۳۹۷/۰۷/۱۱ تا تاریخ ۱۳۹۸/۰۱/۳۱
- مربی تیم فوتبال نونهالان باشگاه پارسیان سایا از تاریخ ۱۳۹۹/۰۸/۲۶ تا تاریخ ۱۴۰۰/۰۱/۳۱
- سرمربی تیم فوتبال جوانان باشگاه پرسپولیس از ۱۴۰۰/۰۴/۲۶ تا ۱۴۰۱/۰۳/۲۱